# .ml
Pour les articles homonymes, voir ML.
.ml est le domaine de premier niveau national réservé au Mali, créé en août 1993, délégué initialement à la SOTELMA (Société des Télécommunications du Mali) et re-délégué en 2013 à l'AGETIC (Agence des Technologies de l'Information et de la Communication).
En 2013, le ml-ccTLD pour le Mali a été divisé en catégories, ainsi que .uk pour le Royaume-Uni, où les noms de domaine peuvent être enregistrés dans le 3e niveau en ml-zone DNS.

## Catégories
En 2007, la SOTELMA publie le nombre de domaines de second niveau en .ml enregistrés :
- .org.ml - 69 domaines enregistrés
- .com.ml - 66 domaines enregistrés
- .gov.ml - 53 domaines enregistrés
- .net.ml - 42 domaines enregistrés
- .edu.ml - 11 domaines enregistrés
- .presse.ml[3] - pas de domaine enregistré

## Partenariat avec Freenom
En avril 2013, le fournisseur de domaines Freenom annonce un partenariat avec l'AGETIC et offre depuis l'enregistrement gratuit de domaines en .ml. Les enregistrements de plus d'un an sont eux payants.
Ce partenariat a pris fin le 19 juillet 2023, et l'AGETIC a repris la main totale sur la gestion du domaine.